# ماج سيف
ماج سيف (بالإنجليزية: MagSafe)‏ هو شاحن طاقة لاسلكي بالمغناطيس طورته شركة أبل لأجهزة آيفون. تم الإعلان عنه في 13 أكتوبر 2020، بالتزامن مع سلسلة آيفون 12 وآيفون 12 برو. يوفر ما يصل إلى 15 واط من الطاقة ومتوافق مع معيار تشي المفتوح لما يصل إلى 7.5 واط من الطاقة.